# SM4
SM4（原名SMS4）是中華人民共和國政府采用的一种分组密码标准，由国家密码管理局于2012年3月21日发布，相关标准为“GM/T 0002-2012《SM4分组密码算法》（原SMS4分组密码算法）”。2016年8月，成为中国国家密码标准（GB/T 32907-2016）。
在商用密码体系中，SM4主要用于数据加密，其算法公开，分组长度与密钥长度均为128bit，加密算法与密钥扩展算法都采用32轮非线性迭代结构，S盒为固定的8比特输入8比特输出。